# Mallinella ponikii
Mallinella ponikii là một loài nhện trong họ Zodariidae.
Loài này thuộc chi Mallinella. Mallinella ponikii được Robert Bosmans & Hillyard miêu tả năm 1990.